# پیتر یوهان نیپوموک گایگر
پیتر یوهان نیپوموک گایگر (به آلمانی: Peter Johann Nepomuk Geiger) (تولد: ۱۱ ژانویه ۱۸۰۵- مرگ: ۲۹ اکتبر ۱۸۸۰) هنرمند اتریشی و اهل شهر وین بوده‌است.
وی در شهر وین زاده شد. ابتدا می‌خواست که رسم خانوادگی را ادامه داده و پیکرتراش شود اما طراحی و نقاشی در ذاتش بود. در سال‌های ۱۹۳۹ و ۱۹۴۰ کتاب «آنتون زیگلر» را که «Vaterländischen Immortellen» نام داشت مصور کرد. او نگاره‌های فراوانی از آثار تاریخی و کارهای شاعرانه خلق کرد اما در کنار اینها برای دودمان هابسبورگ نقاشی‌های رنگ روغن می‌کشید.

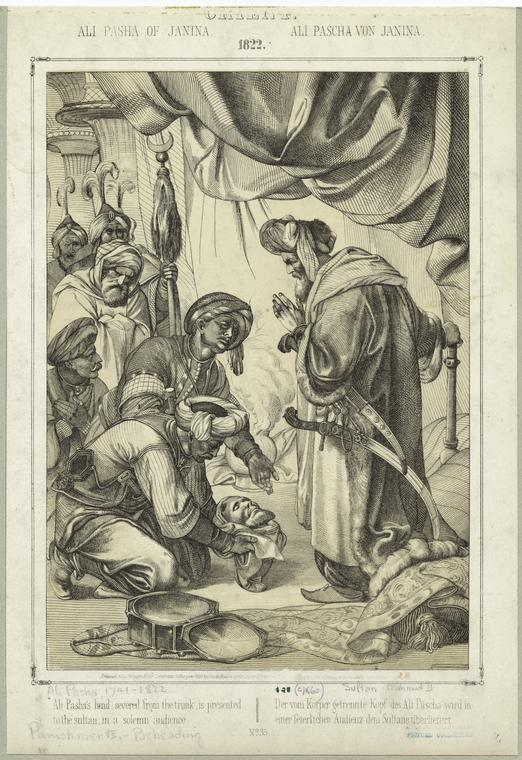
سر علی پاشا در حضور سلطان محمود دوم اثری از نیپوموک گایگر